# Antonella Manzoni
Antonella Manzoni (Bellano, 9 luglio 1980) è una sciatrice d'erba italiana.
È un'atleta italiana che compete nella coppa del mondo.

## Palmarès

### Mondiali sci d'erba
- 9 medaglie:
  - 5 argenti (gigante a Dizin 2005);(superg a Rettenbach 2009)(supercombinata e gigante campionati mondiali Tambre 2015; superg a Kaprun 2017)
  - 4 bronzi (superg a Orlickych Horach 2007;(gigante a Rettenbach 2009; slalom a Shichikashuku Miyagi 2013) superg campionati mondiali di Tambre

### Mondiali juniores sci d'erba
- 2 medaglie:
  - 1 argento (superg a Nakoyama 2000)
  - 1 bronzo (superg a Müstair 1997).

### Campionati Italiani di sci d'erba
- 13 medaglie:
  - 9 ori
  - 3 argenti
  - 1 bronzo

### Coppa del Mondo di sci d'erba
- 19 podi
  - 3 vittorie ;
  - 5 secondi posti ;
  - 11 terzi posti ;

#### Coppa del Mondo - vittorie
| Data           | Luogo       | Paese  | Disciplina   |
| -------------- | ----------- | ------ | ------------ |
| 12 luglio 2007 | Dizin       | Iran   | Supergigante |
| 13 luglio 2007 | Dizin       | Iran   | Slalom       |
| 13 agosto 2011 | San Sicario | Italia | Supergigante |